# 格迪米納斯塔
格迪米納斯塔是位於立陶宛維爾紐斯的一座塔，曾是維爾紐斯城堡中上城堡的一部分，也是上城堡唯一的現存建築。城堡始建於12世紀，14世紀時改為磚砌城堡。格迪米納斯塔是立陶宛和維爾紐斯的象徵之一。在1988年10月7日立陶宛民族主義高揚時，曾在這裡掛出立陶宛在戰間期獨立時的國旗。

## 外部連結
- 格迪米納斯塔導覽 （英文）